# Allium canadense
Espèce
Classification APG III (2009)

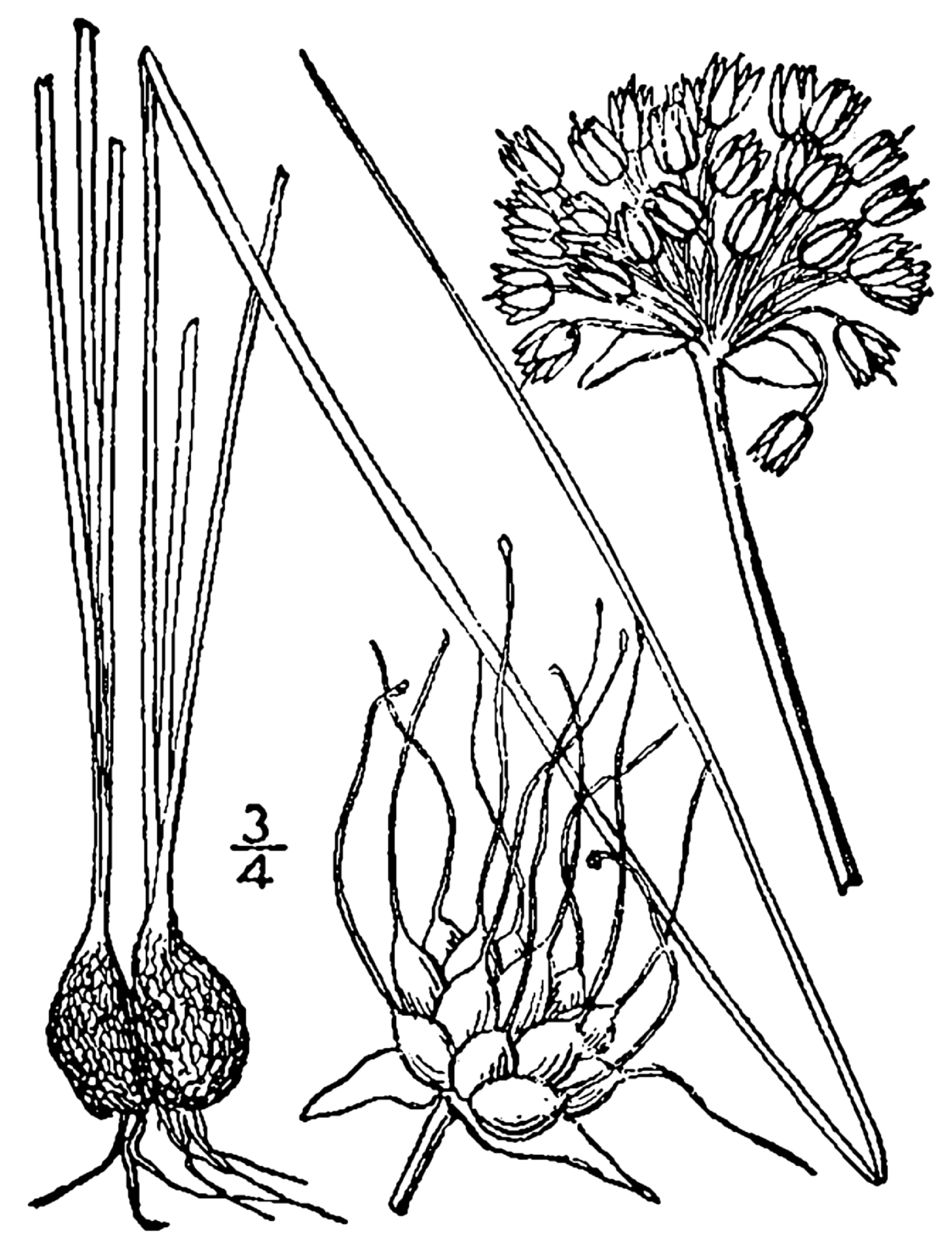
Illustration de Britton N.L., et A.Brown en 1913.

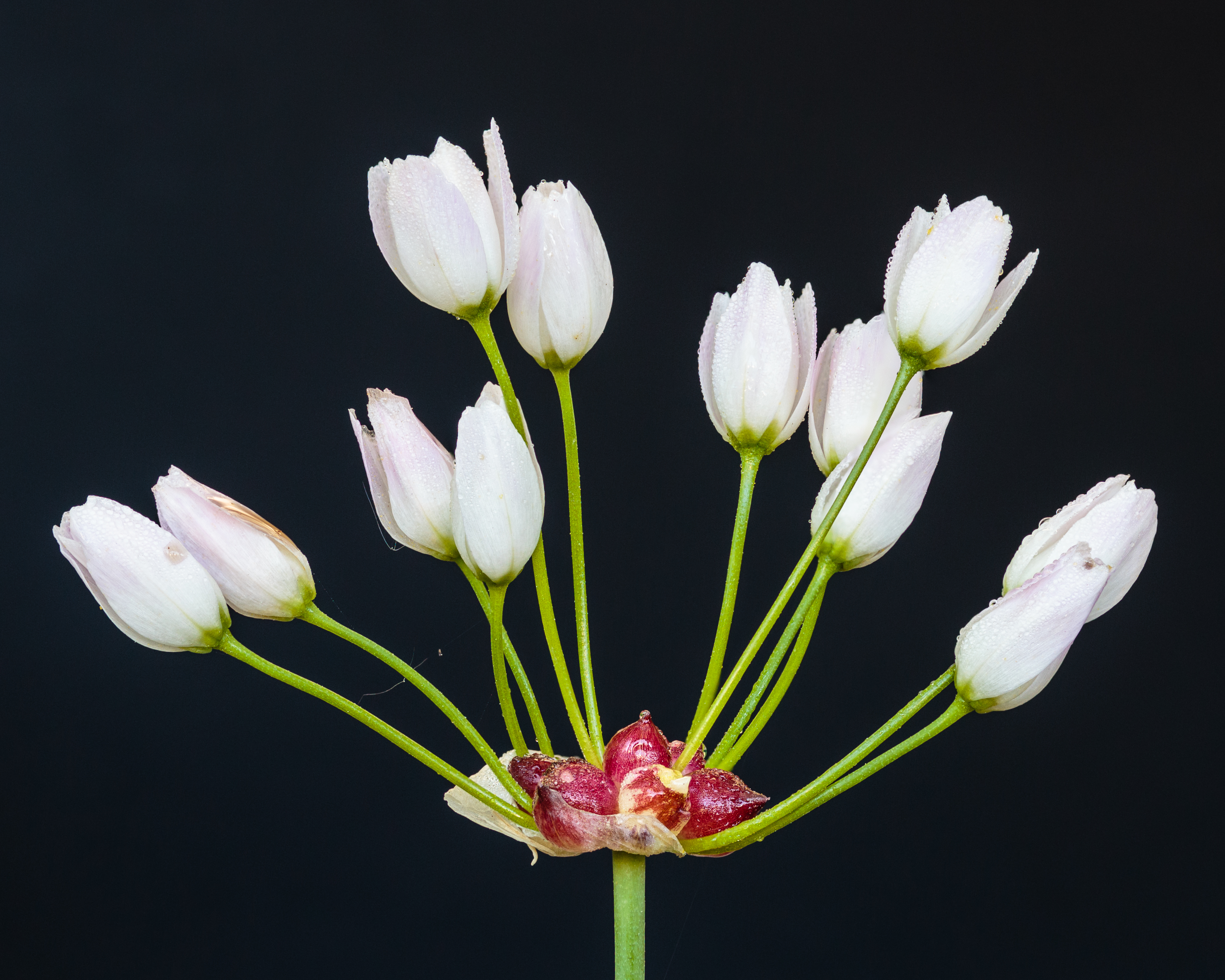
Inflorescence.

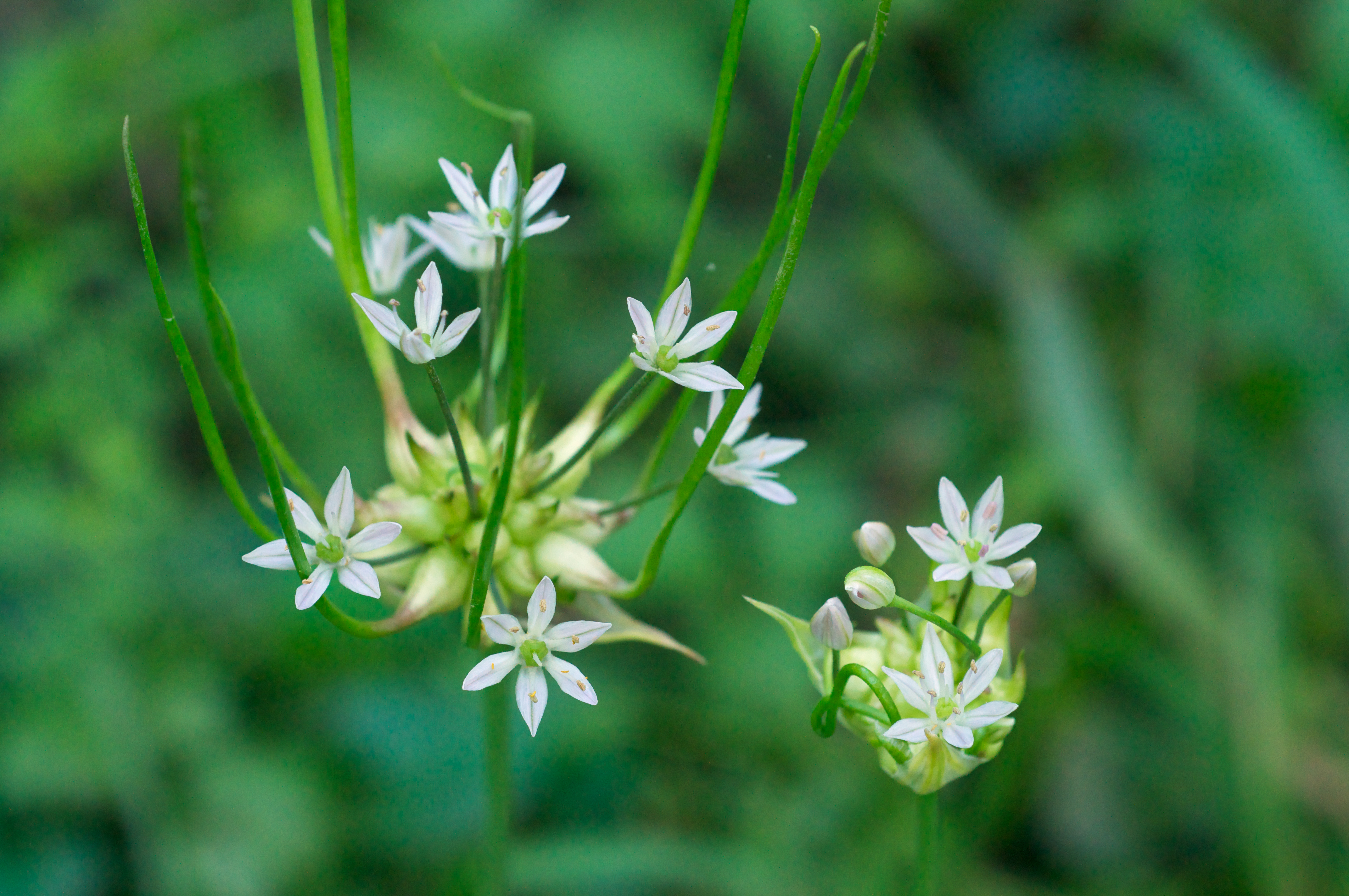
Fleurs et bulbilles

Allium canadense est une espèce de plante à fleurs de la famille des Amaryllidacées. Il est communément dénommé oignon du Canada, ail canadien, ail des prés, oignon sauvage ou wild garlic, meadow garlic et wild onion . C'est une plante vivace originaire de l'est de l'Amérique du Nord.
On le trouve du Texas à la Floride et du Nouveau-Brunswick au Montana. La plante serait également naturalisée à Cuba. L'espèce est également cultivée dans d'autres régions comme plante ornementale et comme plante potagère culinaire.

## Description
La tige produit des bulbes au lieu de fleurs et lorsque ces bulbes sont plantés, ils produisent des oignons souterrains de taille considérable et plus aromatisés que ceux d'autres espèces proches, ils sont appréciés pour la cuisine.
Allium canadense a un bulbe comestible recouvert d'une peau dense de fibres brunes. La plante a également une forte odeur et un goût d'oignon. L'ail corbeau (Allium vineale) est similaire, mais il a un fort goût d'ail.
Les feuilles étroites, ressemblant à de l'herbe, prennent naissance près de la base de la tige, qui est surmontée d'un amas en forme de dôme de fleurs en forme d'étoile, roses ou blanches. Ces fleurs peuvent être partiellement ou entièrement remplacées par des bulbilles. Lorsqu'elles sont présentes, les fleurs sont hermaphrodites et anémophiles. Il fleurit généralement au printemps et au début de l'été, de mai à juin,,,,.

## Variétés
La forme productrice de bulbes est classée comme A. canadense var. canadense. On pensait autrefois que l'arbre à oignon pouvait être apparenté à cette plante, mais on sait maintenant que l'oignon cultivé est un hybride entre le oignon commun (A. cepa) et le ciboule (A. fistulosum), classé comme Allium proliferum.
Cinq variétés de l'espèce sont largement reconnues,:
- Allium canadense var. canadense - la plupart des pédicelle sont remplacés par des bulbille, produisant rarement des fruits ou des graines ; la majeure partie de l'aire de répartition de l'espèce.
- Allium canadense var. ecristatum Ownbey tépales rose foncé et plutôt épais ; dans la plaine côtière du Texas.
- Allium canadense var. fraseri Ownbey - fleurs blanches; dans les grandes plaines du Texas au Kansas.
- Allium canadense var. hyacinthoides (Bush) Ownbey - tépales rose, fin, fleurs parfumées;  dans le nord du Texas et le sud de l'Oklahoma.
- Allium canadense var. lavandulare (Bates) Ownbey & Aase - fleurs lavande, non parfumées ; du nord de l'Arkansas au Dakota du Sud.
- Allium canadense var. mobilense (Regel) Ownbey - fleurs lilas, pédicelles filiformes ; sud-est des États-Unis.

## Utilisations
L'oignon du Canada est cultivé comme légume dans les jardins familiaux de Cuba, dispersés localement dans les parties sud à ouest de l'île. Il était autrefois récolté dans la nature pour être consommé par les amérindiens et par les colons européens. Les habitants de la nation Cherokee perpétuent la tradition de cueillir et de cuisiner des oignons sauvages au début du printemps. Diverses tribus amérindiennes utilisaient également la plante à d'autres fins : par exemple, en frottant la plante sur le corps pour se protéger des piqûres d'insectes, de lézards, de scorpion et de tarentule.
La plante entière peut être consommée crue, sans les couches externes plus dures. Elle peut également être cuite et incluse dans toute recette nécessitant des oignons.L'espèce a une odeur d'oignon; si cela fait défaut, il se peut que la «mort de camas» (venimeuse) ait été collectée à la place de A. Canadaense. Cette plante peut provoquer des gastro-entérites chez les jeunes enfants qui ingèrent des parties de cette plante. L'ingestion chronique des bulbes réduit l'absorption d'iode par la glande thyroïde, ce qui peut entraîner des problèmes. Aucun traitement spécifique n'est proposé autre que la prévention de la déshydratation. Le bétail a également été empoisonné par l'ingestion d'oignons sauvages, et certains sont morts.Les chevaux ont développé une anémie hémolytique à la suite de l'ingestion de feuilles d'oignon sauvage,.